# Gagea robusta
Gagea robusta är en liljeväxtart som beskrevs av Zarrei och Paul Wilkin. Gagea robusta ingår i Vårlökssläktet och i familjen liljeväxter. Inga underarter finns listade.